# Phyllodoce mucosa
Phyllodoce mucosa är en ringmaskart som beskrevs av Örsted 1843. Phyllodoce mucosa ingår i släktet Phyllodoce och familjen Phyllodocidae. Arten är reproducerande i Sverige. Inga underarter finns listade i Catalogue of Life.